# Ludovico Bertonio
Ludovico Bertonio (Arcevia, 1557- Lima, 3 d'agost de 1625) va ser un sacerdot jesuïta, lingüista, traductor, lexicògraf i escriptor d'origen italià nascut a Rocca Contrada (avui Arcevia, Província d'Ancona, Itàlia), el 1557,i mort el 3 d'agost de 1625 a Lima.
Va ser pioner en l'estudi de l'aimara, durant els primers anys de la presència jesuïta a la regió de Chucuito i els voltants del Llac Titicaca. Les seves publicacions són una de les primeres fonts escrites en Aimara i de traduccions al castellà.

## Biografia
L'any del seu naixement és citat a vegades com 1552, que seria un error provinent d'un text de Torres Saldamano (1882).
Va ingressar a la Companyia de Jesús en 1574 i va ser destinat al Perú en 1578, encara que va desembarcar en el Callao recentment en 1581. Al poc temps, al març de 1582 va ser ordenat sacerdot i va romandre un temps a la Ciutat dels Reis (Lima).
A partir de 1585 és destinat a Juli, en els voltants del Llac Titicaca, on els jesuïtes s'havien establert per a expandir la seva activitat misional amb els indis Lupaca de la zona. Bertonio inicialment va exercir com a confessor i lector d'humanitats. En 1593 va ser incorporat de manera definitiva a l'ordre en el grau de 'professo de tres vots'.
Bertonio va mantenir contacte directe i pròxim amb els pobladors aimara de la regió, i va aprendre la seva llengua. El coneixement de l'idioma aimara era fonamental per a les activitats de la colònia espanyola i per a la missió jesuïta d'evangelitzar i adoctrinar-los. Aquest objectiu es tradueix en el caràcter religiós dels texts de Bertonio escrits en aimara: Un confessionari, relats de la vida de Jesús i un corpus de frases. No obstant això, Bertonio no es va limitar a això sinó que es va donar a la tasca d'elaborar un detallat vocabulari aimara i també una gramàtica aimara que va ser publicada en 1603.
Bertonio va ser destinat temporalment a la vila de Potosí a principis del segle XVII, durant el període de l'auge de la plata al Cerro Rico de Potosí, on va estar exposat a altres variants de l'Aimara. Posteriorment va tornar a Juli, on va completar les seves obres, que serien aprovades pels seus superiors i publicades en 1612.
En la seva vellesa, es va retirar de Juli a Arequipa i posteriorment a Lima, a causa de malalties i hi va morir el 1625.

## Obra Literària i Lingüística

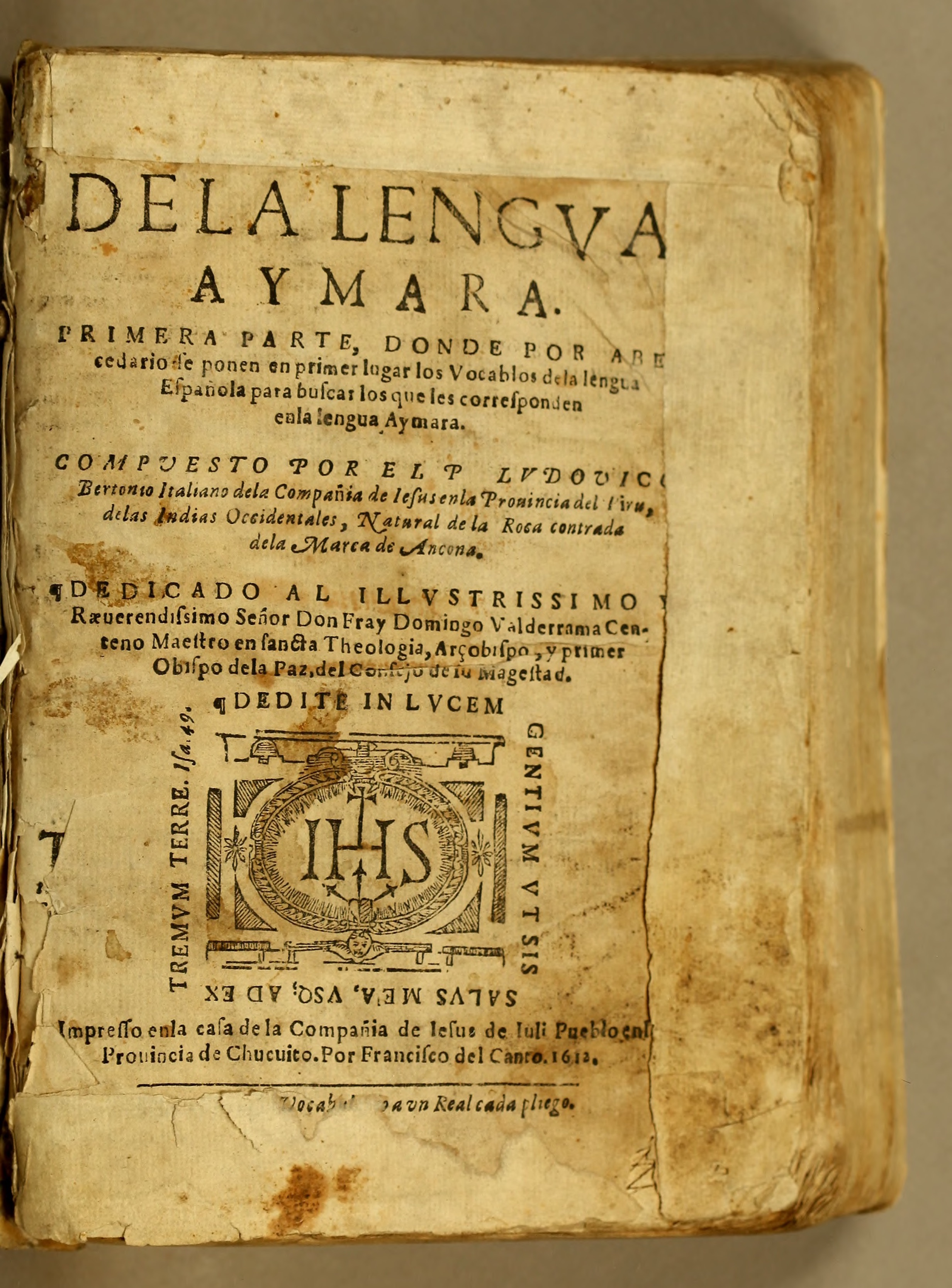
Portada, Vocabulario de la lengua aymara, 1612

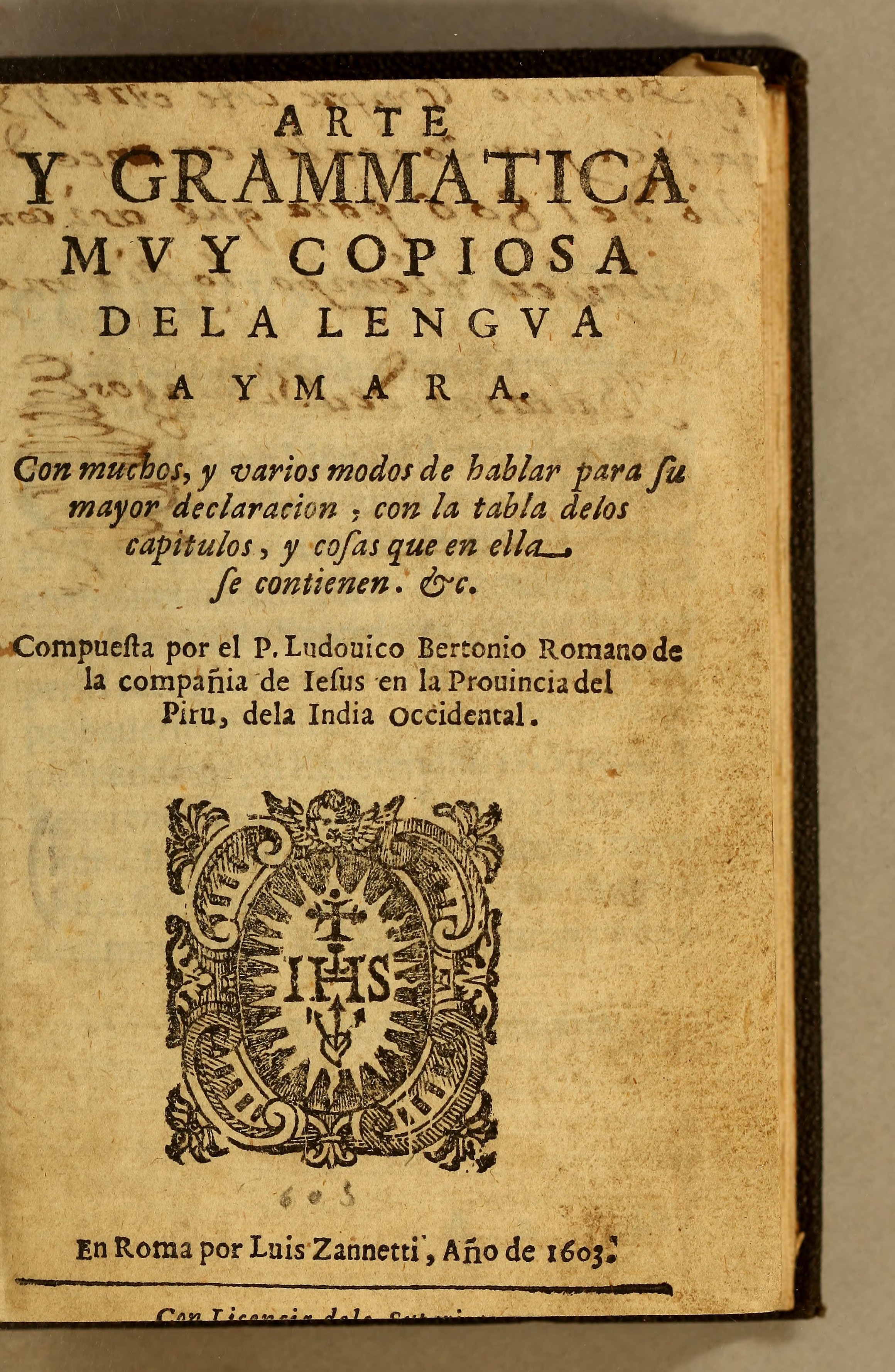
Portada, Arte y grammatica muy copiosa de la lengua aymara, 1603

L'obra de Bertonio va consistir principalment en l'elaboració de textos religiosos en castellà (Confesionario y Vida de Jesús), traducidos al Aimara, así como de un Vocabulario Aymara de términos y su traducción en español y una gramática. traduïts a l'Aimara, així com d'un Vocabulari Aymara de termes i la seva traducció en espanyol i una gramàtica. Existeixen referències dels primers escrits en aimara de la comunitat jesuïta de Juli en 1595, contingudes en cartes que sol·liciten la seva aprovació i publicació. Hi ha també cartes que indiquen la seva aprovació pel provincial en 1596. No obstant això, només la Gramàtica va ser publicada a Roma en 1603, i la resta de les seves obres no es van imprimir sinó fins a 1612.
La gramàtica de Bertonio va ser publicada com a Arte y Grammatica muy copiosa de la Lengua Aymara, encara que pel fet que va ser impresa a Roma, no va comptar amb la seva supervisió i estava plagada d'errors. Una altra versió abreujada va ser publicada al mateix temps (Arte Breve de la Lengua Aymara para Introducción del Arte Grande de la misma Lengua), però Bertonio no va estar satisfet amb cap. Per això, en enviar a publicar el conjunt dels seus manuscrits en 1612, va incloure una versió corregida i reduïda titulada Arte de la Lengua Aymara. Con una Silva de Phrases de la misma lengua y declaracion en Romance. Aquesta obra en realitat està composta de dues parts diferents. La primera és la gramàtica com a tal, i la segona és un compendi de frases en aimara, elaborades pels mateixos indis, amb la seva respectiva traducció.
El Vocabulario de la Lengua Aymara és possiblement la seva obra més coneguda, tant per la minuciositat de la seva elaboració com pel volum de termes continguts. Està dividit en dues parts: Español-Aimara i Aimara-Espanyol. En la seva obra, Bertonio realça l'elegància de l'idioma aimara, en boca dels indis i, per tant, tracta de rescatar frases pròpies de l'idioma, en lloc d'intentar traduccions literals paraula per paraula.
Les seves altres dues publicacions són de caràcter religiós i tenen la finalitat de donar suport en l'evangelització dels aimara. El Libro de la Vida y Milagros de Nuestro Señor Iesu Christo en dos Lenguas. Aymara y Romance és una traducció molt lliure d'un text sobre la vida de Jesucrist d'Alfonso de Villegas, realitzada amb la col·laboració de l'indi Martin de Santa Cruz Hanansaya. Si bé és un llibre religiós, Bertonio també destaca la seva utilitat per a fer costat a l'aprenentatge de l'aimara:
| « | «[…] com la fi principal de treure-li, és per a aprendre l'elegància i la propriedad Aymara, no se'ns ha donat molt que les coses esten bé traçadas, ni dilatades [...]» | » |

Finalment, el Confessionario muy copioso en dos lenguas Aymara y Española, con una instrucción a cerca de los Siete Sacramentos de la Santa Yglesia y otras varias cosas és un compendi dels sagraments, exemples de confessions, exemples de vides lloables i vides reprovables, i una suma de deures cristians, entre d'altres. La major part dels textos estan escrits en aimara. En el pròleg, Bertonio novament recalca la seva tasca de suport als sacerdots en l'aprenentatge de l'aimara i la seva millor interacció amb la població indígena:
| « | «Claramente echaras de ver (Amigo Lector) el desseo que Nuestro Señor me ha dado de servir en algo a los Sacerdotes que son Curas de Indios, paraque con menos trabajo que antes, puedan aprender la lengua dela gente que tienen a cargo.» | » |

## Obres
- Arte y Grammatica muy copiosa de la Lengua Aymara (1603)
- Arte Breve de la Lengua Aymara para Introducción del Arte Grande de la misma Lengua (1603)
- Vocabulario de la Lengua Aymara (1612)[14]
- Arte de la Lengua Aymara. Con una Silva de Phrases de la misma lengua y declaracion en Romance (1612)'
- Libro de la Vida y Milagros de Nuestro Señor Iesu Christo en dos Lenguas. Aymara y Romance (1612)
- Confessionario muy copioso en dos lenguas Aymara y Española, con una instrucción a cerca de los Siete Sacramentos de la Sancta Yglesia y otras varias cosas (1612)